# Anatoli Leonidowitsch Butschatschenko
Anatoli Leonidowitsch Butschatschenko (russisch Анато́лий Леони́дович Бучаченко; * 7. September 1935 in Njandoma in der Nähe des späteren Kosmodroms Plessezk) ist ein russischer Chemiker.

## Leben
Butschatschenko studierte an der Universität Gorki Physikalische Chemie mit Abschluss 1958. Anschließend arbeitete er im Moskauer Semjonow-Institut für Chemische Physik der Akademie der Wissenschaften der UdSSR (AN-SSSR). Nach Aspirantur mit Promotion zum Kandidaten der Chemischen Wissenschaften wurde er zum Doktor der Chemischen Wissenschaften promoviert. Er wurde dann Leiter der Abteilung für Dynamik des Instituts und schließlich Institutsdirektor (1994–1996).
Neben seiner Institutsarbeit lehrte Butschatschenko an der Lomonossow-Universität Moskau und leitete den Lehrstuhl für Chemische Kinetik (1989–2013). Er ist Vollmitglied der Russischen Akademie der Wissenschaften (RAN).
Butschatschenkos Hauptarbeitsgebiete waren die Physikalische Chemie, die Chemie und Physik der stabilen Radikale, die Kernspinresonanzspektroskopie der Paramagnetika und die Spin-Chemie. 1975–1980 stellte er zusammen mit J. N. Molin, R. S. Sagdejew, E. M. Galimow und anderen die Effekte von Magnetfeldern auf den Ablauf chemischer Reaktionen fest.
Butschatschenko war Mitautor vieler Veröffentlichungen seiner Mitarbeiter, darunter auch des Biochemikers Dmitri Kusnezow, dem wissenschaftliches Fehlverhalten vorgeworfen wurde (aufgrund von nicht reproduzierbaren Ergebnissen und nicht verifizierbaren Referenzen).

## Werke (Auswahl)
- A. Buchachenko: Stable Radicals. Consultants Bureau, New York 1965.
- K. Salikhov, Yu.Molin, R. Sagdeev, A. Buchachenko: Spin Polarization and Magnetic Effects in Radical Reactions. Elsevier, Amsterdam 1984.
- N.Emanuel, A.Buchachenko: Chemical Physics of Aging and Stabilization of Polymers. VNU Science Press, Utrecht 1987.
- A.L. Buchachenko, E.L. Frankevich: Chemical Generation and Reception of Radio- and Microwaves. VCH Publishers, New York 1994.
- A.L. Buchachenko: Magnetic Isotope Effect in Chemistry and Biochemistry. Nova Science Publishers, New York 2009.

## Ehrungen
- Komsomol-Preis (1968)
- Staatspreis der UdSSR (1977)
- Ehrenzeichen der Sowjetunion (1981)
- Leninpreis (1986) für die Arbeiten über Magnet-Spin-Effekte in chemischen Reaktionen
- W. W. Wojewodski-Preis der RAN (1997)
- LVI. Mendelejew-Vorlesung der RAN (2000)
- Preis des Präsidenten der Russischen Föderation für Bildung (2002)[5]
- Triumph-Preis für Wissenschaft (2008) der unabhängigen russischen Stiftung Triumph-Nowy-Wek
- Demidow-Preis der RAN (2021)